# Liste der Monuments historiques in Neuilly-en-Thelle
Die Liste der Monuments historiques in Neuilly-en-Thelle führt die Monuments historiques in der französischen Gemeinde Neuilly-en-Thelle auf.

## Liste der Bauwerke
| Bezeichnung     | Beschreibung | Standort | Kennzeichnung | Schutzstatus | Datum | Bild           |
| --------------- | ------------ | -------- | ------------- | ------------ | ----- | -------------- |
| Kirche St-Denis |              | (Lage)   | PA00114773    | Classé       | 1930  | weitere Bilder |

## Liste der Objekte
| Bezeichnung                                     | Beschreibung                              | Standort                      | Kennzeichnung | Schutzstatus | Datum | Bild |
| ----------------------------------------------- | ----------------------------------------- | ----------------------------- | ------------- | ------------ | ----- | ---- |
| Grabplatte für Guillame Thibault und seine Frau | Stein, zweite Hälfte des 16. Jahrhunderts | in der Kirche St-Denis (Lage) | PM60001155    | Classé       | 1912  |      |
| Wandteppich (verschwunden)                      | 17. Jahrhundert                           | in der Kirche St-Denis (Lage) | PM60001154    | Classé       | 1912  |      |